# Чернобривец, Пётр Анатольевич
Пётр Анатольевич Чернобривец (род. 24 августа 1965, Ленинград, СССР) — российский музыковед, композитор и педагог.

## Биография
Родился в Ленинграде в 1965 году. Окончил Среднюю специальную музыкальную школу при ЛОЛГК имени Н. А. Римского-Корсакова в 1983 году. В 1988 году окончил Ленинградскую консерваторию по классу профессора Татьяны Бершадской. В 2012 году начал сочинять микротональную музыку и разрабатывать её теорию.
П. А. Чернобривец — автор сочинений для фортепиано, инструментального ансамбля, камерного оркестра. В последнее время предпочитает работу над инструментальными произведениями малой формы. Сочинения исполнялись на известных концертных площадках Санкт-Петербурга и других городов России. В апреле 2015, в апреле 2016 и в апреле 2017 года три авторских концерта Петра Чернобривца «Диалог темпераций. Сочинения в традиционном и нетрадиционном музыкальном строе» состоялись на Новой сцене Мариинского театра.
Среди последних сочинений композитора: Сочинение №3 для виолончели и клавира в системе 20-тоновой равномерной темперации (2016), Цикл из 4 миниатюр для скрипки и клавира в системе 20-тоновой равномерной темперации (2017), Сочинение № 4 для флейты и фортепиано (2017).

## Научная и преподавательская деятельность
В 1993 году Пётр Чернобривец в Санкт-Петербургской консерватории имени Н. А. Римского-Корсакова защитил диссертацию на соискание учёной степени кандидата искусствоведения «Стилистика и тематизм. К вопросу о функциональных аналогиях. На материале клавирного творчества Георга Фридриха Генделя». Научный руководитель — доктор искусствоведения Татьяна Бершадской, оппоненты — доктор искусствоведения Надежда Горюхина и кандидат искусствоведения Наталья Дегтярёва. Сфера научных интересов исследователя — гармония, музыкальный стиль, эстетика. В 2014 году он опубликовал монографию «Основы музыкальной эстетики». В последние годы Пётр Чернобривец занимается исследованием альтернативного музыкального строя (так называемой 20-ти тоновой равномерной темперации). В 2022 году он опубликовал монографию «Двадцатитоновая равномерная темперация». 
Пётр Чернобривец выступал с докладами на крупных российских и международных научных конференциях. Принимал участие в Конференциях, состоявшихся в рамках I и II Стокгольмского международного музыкального конкурса (2010 и 2012 годы), вёл заседания Конференции. Внимание специалистов привлекло выступление «Звуковысотные отношения и особенности системообразования в условиях двадцатитоновой равномерной темперации» на первом конгрессе российского Общества теории музыки «Теория музыки — многоотраслевая современная наука». На III и IV международных конференциях «Музыкальная наука в едином культурном пространстве» (проводит Российская академия музыки имени Гнесиных) выступил с докладами «О сущности понятия „музыкальная форма“. Краткое размышление» и «О динамической сущности процесса ладообразования».
Участвовал в работе жюри международных конкурсов, в частности, конкурса исследовательских работ «Рихард Штраус и его время» среди студентов музыкальных вузов России и ближнего зарубежья. Выступал на Радио России с беседами о проблемах современной музыки и музыкальной эстетики.
Педагогическую деятельность П. А. Чернобривец начал в 1986 году в качестве преподавателя Средней специальной музыкальной школы при ЛОЛГК имени Н. А. Римского-Корсакова. В настоящее время — доцент кафедры теории музыки Санкт-Петербургской государственной консерватории имени Н. А. Римского-Корсакова. Преподаёт курсы гармонии, музыкальной эстетики.
Дважды Пётр Чернобривец выступал как автор воспоминаний в консерваторском журнале «Musicus». В 2015 году он опубликовал статью «Памяти Олега Павловича Коловского», а в 2021 году — статью «Памяти Татьяны Сергеевны Бершадской».

## Интересные факты
- Среди увлечений: математика, история, литературное творчество.

## Основные научные публикации

### Монография
- Чернобривец П. А. Двадцатитоновая равномерная темперация. — М.: Реноме, 2022. — 224 с. — ISBN 978-5-0012-5655-7.
- Чернобривец П. А. Основы музыкальной эстетики. — СПб.: Реноме, 2014. — 304 с. — ISBN 978-5-9191-8342-6.

### Крупные статьи
- Чернобривец П. А. Воплощение идеального в музыкальном искусстве. Метафизика музыки и музыка метафизики. Сборник. СПб. 2007. С. 162–184.
- Чернобривец П. А. Звуковысотные отношения и особенности системообразования в условиях двадцатитоновой равномерной темперации. Журнал Общества теории музыки. № 8. 2014/4[15].
- Чернобривец П. А. Мелодия как функция. Musiqi dünyasi. 4/49. 2011. С. 10–21[16].
- Чернобривец П. А. Музыкальное торжество в строгом стиле. Musicus. № 1 (29). 2012[17].
- Чернобривец П. А. Некоторые принципы фактурного развития в инструментальных произведениях Генделя. Проблемы фактуры. Сборник статей. СПб., 1992. С. 113–127.
- Чернобривец П. А. О перспективности функционального подхода к исследованию музыкальной стилистики. Журнал Общества теории музыки. № 1. 2013/1[18].
- Чернобривец П. А. О сущности понятия «музыкальная форма». Краткое размышление.

## Основные музыкальные сочинения[19]

### Сочинения для камерного оркестра, инструментальных ансамблей и сольных инструментов
- 8 сочинений для камерного оркестра
- сочинение для альта и камерного оркестра
- сочинение для струнного квартета
- 5 сочинений для струнного секстета
- 4 сочинения для секстета (смешанный состав)
- 24 сочинения для фортепиано
- 3 сочинения для скрипки и фортепиано
- 3 сочинения для виолончели и фортепиано
- сочинение для альта и фортепиано
- 4 сочинения для флейты и фортепиано
- сочинение для баяна
- сочинение для арфы
- 5 сочинений для драматического тенора и ф-но (2016)
- сочинение для ансамбля ударных и контрабаса (2016)

### В системе 20-ти тоновой равномерной темперации
- 3 сочинения для клавира, 2012—2013 годы[1]
- цикл из 5 миниатюр для клавира
- сочинение для скрипки и клавира, 2013 год[1]
- цикл из 5 миниатюр для скрипки и клавира
- 3 сочинения для виолончели и клавира, 2013 год[1]
- цикл из 4 миниатюр для виолончели и клавира
- 6 сочинений (цикл романсов) для меццо-сопрано и клавира
- сочинение для струнного квинтета
- цикл из 5 миниатюр для струнного квинтета
- 4 сочинения для сопрано и клавира
- 2-й цикл из 5 миниатюр для скрипки и клавира (2016)
- цикл из 4 миниатюр для скрипки и клавира (2017)